# Автоматизированная система контроля и учёта энергоресурсов
Автоматизированная (информационно-измерительная) система контроля и учёта (или «коммерческого учёта», или «комплексного учёта») электроэнергии (или «энергопотребления», или «энергоресурсов») (АСКУЭ, АИИС КУЭ) — автоматизированная система, обеспечивающая контроль и учёт отпущенной и потреблённой электроэнергии (мощности, энергоресурсов).
Коммерческий учёт электрической энергии (мощности) включает следующие процессы:
- процесс измерения количества электрической энергии и определения (объёма) мощности;
- процесс сбора, хранения, обработки и передачи результатов измерений;
- процесс формирования (в том числе расчётным путём) данных о количестве произведённой и потреблённой электрической энергии (мощности).

Выполняется для целей взаиморасчётов за поставленные электрическую энергию (мощность), за связанные с указанными поставками услуги.
Системы энергоучёта позволяют производить учёт потребления электроэнергии и тепла на объектах жилого, коммерческого и производственного назначения, могут учитывать потребление энергоресурсов на уровне дома, районов, города, населённого пункта с единым диспетчерским и финансовым центрами.
Функции системы:
- автоматический сбор данных учёта потребления (отпуска) электроэнергии по каждой точке (группе) учёта на заданных интервалах времени;
- хранение параметров качества отпускаемой электроэнергии в базе данных;
- обеспечение многотарифного учёта потребления (отпуска) электроэнергии;
- обеспечение контроля за соблюдением лимитов энергопотребления;
- вывод расчётных параметров на терминал и/или на устройство печати по требованию оператора;
- некоторые системы учета имеют собственное мобильное приложение;
- ведение единого системного времени с возможностью его корректировки.

В Республике Беларусь (согласно ТКП 308-2011) АСКУЭ (автоматизированная система коммерческого учёта электроэнергии) — система технических и программных средств для автоматизированного сбора, передачи, обработки, отображения и документирования процесса выработки, передачи и (или) потребления электрической энергии (мощности) по заданному множеству пространственно распределённых точек их измерения, принадлежащих объектам энергоснабжающей организации или абоненту.